# 梨大食心虫
梨大食心蟲（學名：Acrobasis pyrivorella）為隸屬螟蛾科的蛾類。此種蛾類原生於東亞溫帶地區，如今已廣泛分布，於中國北方、朝鮮半島、日本、臺灣與俄羅斯皆有發現的紀錄。
該物種之翼展為14.5–21.5毫米，成蟲體色呈帶紫羅蘭色的灰色色調。前翅有兩條橫向條紋，中間有一個月牙形的深色頂點；後翅呈現黃灰色。在俄羅斯，成蟲羽化的時間為7月中旬至8月中旬以及9月。